# Lissonotus rugosus
Lissonotus rugosus é uma espécie de coleóptero da tribo Lissonotini (Cerambycinae); com distribuição restrita à Argentina.